# Mekongia
Mekongia is een geslacht van weekdieren uit de klasse van de Gastropoda (slakken).

## Soorten
- Mekongia liuiana Yen, 1937
- Mekongia siamensis (Frauenfeld, 1865)
- Mekongia smithi (Yen, 1942)